# Rafael Oceguera Ramos
Gil Rafael Oceguera Ramos (Escuinapa, Sinaloa, 5 de enero de 1950 - murió en 3 de junio de 2025) fue un político mexicano, miembro del Partido Revolucionario Institucional (PRI), ha sido tres veces diputado federal. Fue secretario general de Gobierno de Sinaloa de 2005 a 2010.

## Educación
Es licenciado en Derecho y en Ciencias Políticas y Administración Pública por la Universidad Nacional Autónoma de México y maestro normalista egresado del Centro Regional de Enseñanza Normal en Ciudad Guzmán, Jalisco.

## Carrera política
En 1974 inició su carrera política al ser nombrado líder del Movimiento Nacional de la Juventud Revolucionaria del PRI. En 1976 fue elegido diputado federal para la L Legislatura, ocupando el cargo hasta 1979. Entre 1982 y 1985 se volvió a desempeñar como diputado federal en la LII Legislatura.
Entre 1985 y 1988 fue director de Legislación de la Secretaría de Gobernación (del Interior), para coordinar la política legislativa en México, en conjunto con los diputados federales y Senadores de la República. A este cargo le siguió el de delegado de la Secretaría de Educación Pública en Yucatán y Michoacán y director general de Educación Primaria de la Secretaría de Educación Pública. Durante la Presidencia Nacional de Luis Donaldo Colosio Murrieta se desempeñó como Secretario de Promoción y Gestoría del Comité Ejecutivo Nacional, entre 1988 y 1992. Entre 1992 y 1995 fue Diputado al Congreso Local del Estado de Sinaloa y Presidente de la Gran Comisión. 
En 1997 volvió a ser elegido diputado federal en la LVII Legislatura; se desempeñó como vicecoordinador del grupo parlamentario y de debates del PRI; siguió en el cargo hasta 2000. De 2000 a 2003 trabajó como Asesor del grupo parlamentario del PRI en el Senado de la República. Entre 2005 y 2010 fue Secretario General de Gobierno del Estado de Sinaloa durante la Gubernatura de Jesús Aguilar Padilla. A partir del sábado 10 de marzo de 2012 fue nombrado delegado del CEN del PRI en el estado de Tabasco, como parte de una serie de ajustes en la dirigencia estatal que hasta entonces había enfrentado una serie de problemas -incluidas severas críticas de militantes y cuadros distinguidos- para conducir procesos internos para selección de candidato a gubernatura

## Libros y artículos publicados
1985, Manual de Técnica Legislativa, coordinado por el Dr. Salvador Rocha Díaz.
2000: De Cara a la Democracia.
Colaborador articulista de Notimex en la publicación de diversos periódicos de la Ciudad de México y en distintos Estados de la República.